# Lacs Kaampariki
Lacs Kaampariki är sjöar i Kanada.   De ligger i provinsen Québec, i den sydöstra delen av landet, 400 km norr om huvudstaden Ottawa. Lacs Kaampariki ligger 503 meter över havet. De ligger vid sjön Lac Lagacé.
I omgivningarna runt Lacs Kaampariki växer i huvudsak barrskog. Trakten runt Lacs Kaampariki är nära nog obefolkad, med mindre än två invånare per kvadratkilometer.